# Manágua
Manágua (em castelhano: Managua, pronunciado: [maˈnaɣwa]) é a capital e a maior cidade da Nicarágua. Situa-se na região do Oceano Pacífico nicaraguense, na margem sul do lago Manágua. Tem cerca de 2.132.087 de habitantes. Tem origem num povoado nahuatl, tendo se tornado capital da república em 1852. Manágua foi escolhida capital do país por estar entre as cidades de León e Granada, que disputavam este estatuto.
Fundada em 1819 como "Leal Villa de Santiago de Managua", a cidade foi gerada como vilarejo rural de pescadores indígenas antes da chegada dos espanhóis. Esforços para torná-la capital iniciaram em 1824, após a independência das nações centro-americanas da Espanha.
O nome Manágua deriva de Mana-ahuac, o que significa "cerca da água" ou "cercado de água", nome também do lago ao norte da capital. Centro industrial, comercial, cultural, político e econômico, a capital sofreu dois graves terremotos, em 1931 e em 1972, que destruíram várias partes do centro da cidade, jamais reconstruídas.

## História
Manágua está localizada à margem sul do lago de Manágua, nas coordenadas 12°9' N de latitude norte e 86°16' O de longitude oeste. É a capital nicaraguense desde 5 de fevereiro de 1852.
Manágua já existia desde a época pré-colombiana ao lago do dito lago desde a península de Chiltepe até a de Tipitapa. Em 1819, por meio de um decreto do rei Fernando VII da Espanha, foi elevada a vila com o título de "Leal Vila de Santiago de Manágua", por se ter mantido leal ao governo espanhol durante os movimentos de independência de 1811 em Nicarágua. Em 24 de julho de 1846 foi elevada a cidade com o nome de Santiago de Manágua, por meio de um decreto legislativo.
Em 5 de fevereiro de 1852, 5 anos, 6 meses e 12 dias após a elevação da cidade, Manágua foi elevada a capital de Nicarágua, por meio de um outro decreto.
Em 1856, Manágua foi ocupada por tropas do general estadunidense William Walker, usando como um quartel uma grande casa de alto, residência de curas párocos e vigários (onde hoje é o Palácio da Cultura), ao receber notícias da vitória de um coronel legalista, José Dolores Estrada, na Batalha de São Jacinto, em 14 de setembro do mesmo ano. Depois de uma guerra civil no ano seguinte (1857), foi instalado um governo binário, de Tomás Martínez Guerrero (conservador) y Máximo Jerez Tellería (liberal), em um período de 36 anos. Em 1875 foi criado o Departamento de Manágua, separando-se do de Granada. O dia 11 de julho de 1893 instalou uma revolução liberal na cidade de León uma Revolução Liberal, encabeçada pelo general José Santos Zelaya López, que entrou vitoriosa na capital 15 dias depois, em 25 de julho de 1893, na Rua do Triunfo, no dia da festa do então padroeiro da cidade, o apóstolo Santiago, hoje o padroeiro de São Domingos de Guzmán, cuja imagem apareceu no tronco de uma árvore na serras de Manágua em 1885.  A festa de Santiago recebeu apoio liberal até 1910, após a renúncia de Zelaya López em 1909. Já a festa de São Domingos recebeu o apoio conservador desde este ano até o ponto de que hoje ser considerado como o padroeiro de Manágua, mas não é oficialmente.
Manágua foi destruída duas vezes, em 1931 e em 1972, por dois terremotos. Ditos sucessos foram particularmente nocivos para o conjunto de edifícios localizados no centro da cidade, feitas de tijolo cru, pelo que os novos urbanistas optaram por construir novas ruas e bairros na periferia da cidade depois do último terremoto. Em 22 de janeiro de 1967, na Avenida Roosevelt, efetuou-se o Massacre da 22 de janeiro, onde soldados da Guarda Nacional (GN) dispararam seus fuzis M1 Garand, de calibre 7,62 x 63 mm, contra uma manifestação da União Nacional Opositora (UNO) na esquina do Banco Nacional de Nicarágua (onde hoje é a Assembleia Nacional da Nicarágua), protestando contra o presidente nicaraguense Lorenzo Guerrero Gutiérrez.

## Geografia

### Clima
| Dados climatológicos para Manágua (extremos 1952–presente) | Dados climatológicos para Manágua (extremos 1952–presente) | Dados climatológicos para Manágua (extremos 1952–presente) | Dados climatológicos para Manágua (extremos 1952–presente) | Dados climatológicos para Manágua (extremos 1952–presente) | Dados climatológicos para Manágua (extremos 1952–presente) | Dados climatológicos para Manágua (extremos 1952–presente) | Dados climatológicos para Manágua (extremos 1952–presente) | Dados climatológicos para Manágua (extremos 1952–presente) | Dados climatológicos para Manágua (extremos 1952–presente) | Dados climatológicos para Manágua (extremos 1952–presente) | Dados climatológicos para Manágua (extremos 1952–presente) | Dados climatológicos para Manágua (extremos 1952–presente) | Dados climatológicos para Manágua (extremos 1952–presente) |
| Mês                                                        | Jan                                                        | Fev                                                        | Mar                                                        | Abr                                                        | Mai                                                        | Jun                                                        | Jul                                                        | Ago                                                        | Set                                                        | Out                                                        | Nov                                                        | Dez                                                        | Ano                                                        |
| ---------------------------------------------------------- | ---------------------------------------------------------- | ---------------------------------------------------------- | ---------------------------------------------------------- | ---------------------------------------------------------- | ---------------------------------------------------------- | ---------------------------------------------------------- | ---------------------------------------------------------- | ---------------------------------------------------------- | ---------------------------------------------------------- | ---------------------------------------------------------- | ---------------------------------------------------------- | ---------------------------------------------------------- | ---------------------------------------------------------- |
| Temperatura máxima recorde (°C)                            | 37,0                                                       | 37,1                                                       | 37,8                                                       | 38,5                                                       | 38,5                                                       | 37,5                                                       | 39,2                                                       | 35,7                                                       | 36,5                                                       | 36,6                                                       | 35,4                                                       | 36,2                                                       | 39,2                                                       |
| Temperatura máxima média (°C)                              | 31,0                                                       | 32,1                                                       | 33,6                                                       | 34,3                                                       | 34,0                                                       | 31,4                                                       | 30,9                                                       | 31,4                                                       | 30,3                                                       | 30,8                                                       | 30,6                                                       | 30,8                                                       | 31,8                                                       |
| Temperatura média (°C)                                     | 26,3                                                       | 27,2                                                       | 28,5                                                       | 29,3                                                       | 29,3                                                       | 27,2                                                       | 26,8                                                       | 27,2                                                       | 26,8                                                       | 26,5                                                       | 26,3                                                       | 26,2                                                       | 27,3                                                       |
| Temperatura mínima média (°C)                              | 20,4                                                       | 20,6                                                       | 21,7                                                       | 22,6                                                       | 23,4                                                       | 23,0                                                       | 22,6                                                       | 22,4                                                       | 22,2                                                       | 22,1                                                       | 20,9                                                       | 20,0                                                       | 21,8                                                       |
| Temperatura mínima recorde (°C)                            | 15,0                                                       | 15,2                                                       | 17,2                                                       | 19,0                                                       | 16,0                                                       | 20,0                                                       | 20,0                                                       | 19,0                                                       | 15,0                                                       | 17,0                                                       | 15,0                                                       | 16,2                                                       | 15,0                                                       |
| Chuva (mm)                                                 | 9                                                          | 5                                                          | 3                                                          | 8                                                          | 130                                                        | 224                                                        | 144                                                        | 590                                                        | 515                                                        | 280                                                        | 42                                                         | 8                                                          | 1 978                                                      |
| Dias com chuva                                             | 4                                                          | 2                                                          | 2                                                          | 2                                                          | 10                                                         | 22                                                         | 20                                                         | 17                                                         | 20                                                         | 19                                                         | 10                                                         | 5                                                          | 133                                                        |
| Umidade relativa (%)                                       | 69                                                         | 64                                                         | 62                                                         | 61                                                         | 70                                                         | 80                                                         | 79                                                         | 81                                                         | 82                                                         | 83                                                         | 78                                                         | 73                                                         | 73                                                         |
| Insolação (h)                                              | 263,5                                                      | 254,2                                                      | 291,4                                                      | 276,0                                                      | 229,4                                                      | 186,0                                                      | 151,9                                                      | 195,3                                                      | 210,0                                                      | 223,2                                                      | 231,0                                                      | 248,0                                                      | 2 759,9                                                    |
| Fonte: Deutscher Wetterdienst                              |                                                            |                                                            |                                                            |                                                            |                                                            |                                                            |                                                            |                                                            |                                                            |                                                            |                                                            |                                                            |                                                            |
| Fonte 2: Meteo Climat (máximas e mínimas recordes)         |                                                            |                                                            |                                                            |                                                            |                                                            |                                                            |                                                            |                                                            |                                                            |                                                            |                                                            |                                                            |                                                            |